# Charvel
Charvel — американская компания, специализирующаяся на производстве электрогитар.

## История
Компания основана в 1974 году Уэйном Чарвелом в городе Азуса, штат Калифорния. Чарвел несколько лет сотрудничал с Гровером Джексоном, создавшим в дальнейшем бренд Jackson Guitars. Именно под маркой Charvel впервые появились гитары в корпусе суперстрат.
В 1980-х годах массовое производство было перенесено в Азию. С 1986 по 1991 год инструменты производились исключительно в Японии.
В 2002 году Charvel вошёл в состав корпорации Fender.
В 2011 году производство гитар был запущено в Индонезии, а бюджетные модели начали производить в Китае.
Эндорсерами компании в разные годы были Эдди Ван Хален, Джейк И Ли, Эдди Охеда, Джордж Линч, Гатри Гован, Джо Дюплантье и другие.

## Галерея моделей
- Charvel Surfcaster
- Charvel San Dimas KOA
- Charvel So-Cal Style 1